# Santa María del Yocavil
Santa María del Yocavil ist eine Stadt im nordwestlichen Argentinien, im Nordosten der Provinz Catamarca. Der Namenszusatz Yocavil kommt aus der Diaguita-Sprache und bedeutet Ort am Berg, umstritten ist die Deutung Ort am Berg mit Phallus-Form.

## Geografie
Die Stadt liegt im südlichen Valle Calchaquí am Río Santa María, zwischen den Bergketten der Sierra de Quilmes im Westen und der Sierra del Aconquija im Osten, auf 1.800 Metern Höhe in einer wüstenhaften Gegend. Das Klima gehört mit etwa 360 Tagen Sonnenschein zu den sonnigsten weltweit.

## Bevölkerung
Die Stadt hat mitsamt mehrerer kleinerer Vororte etwa 20.000 Einwohner und ist damit die zweitgrößte Stadt der Provinz. Die Mehrzahl der Einwohner sind Mestizen und Nachkommen der Calchaquí-Indianer. 

## Wirtschaft
Santa María ist vor allem ein Zentrum des Wein- und Gemüseanbaus. Der Tourismus spielt jedoch eine immer größere Rolle: Santa María liegt inmitten vielfarbiger Berge und Gesteinsformationen, außerdem gibt es in der Nähe zahlreiche archäologische Fundstätten. Die bekanntesten sind die Ruinen von Quilmes, die sich 20 km nördlich der Stadt befinden.

## Sehenswürdigkeiten
Es gibt nur wenige historische Bauten im Zentrum, die meist heruntergekommen sind. Sehenswert ist außer der Umgebung vor allem das Archäologische Museum. Etwas außerhalb liegt der Cerro La Ventanita, ein Berg, auf dem die Diaguita ein fensterartiges Bauwerk errichtet haben, dessen Bedeutung noch ungeklärt ist, jedoch scheint die Sonne zur Zeit der Sonnenwenden immer genau durch dieses Fenster. Auch eine Pucará genannte Befestigungsanlage kann man zwei Kilometer nördlich des Zentrums besichtigen.